# Yvon Le Vaillant
 (septembre 2007).
Si vous disposez d'ouvrages ou d'articles de référence ou si vous connaissez des sites web de qualité traitant du thème abordé ici, merci de compléter l'article en donnant les références utiles à sa vérifiabilité et en les liant à la section « Notes et références ».
Pour les articles homonymes, voir Le Vaillant.
Yvon Le Vaillant, est un journaliste français d'origine bretonne, traitant principalement de la religion, des régions et de l'environnement. Il est né à Plougasnou (Finistère) le 19 juillet 1934 et mort le 23 septembre 2012 à Villejuif,.

## Biographie
Après des études secondaires à Saint-Pol-de-Léon, il commence sa carrière à Paris au journal Libération [réf. nécessaire] avant de collaborer à Témoignage chrétien [réf. nécessaire]. Vers 1961, après l’arrivée de Claude-François Jullien à la tête de la rubrique politique, économique et sociale, il collabore plus activement[réf. nécessaire] au journal. En 1963, il le remplace lorsqu’il est appelé sous les drapeaux. S’imposant par ses reportages, il souhaite, au retour de son ami, pousser Georges Montaron à faire évoluer l’hebdomadaire. Mais le directeur s’y oppose et l’encourage à rejoindre Gilles Martinet à France Observateur ce qu'il fait en novembre 1964, mois où l'hebdomadaire prend son nouveau nom : Le Nouvel Observateur.

## Le Nouvel Observateur
Prenant en charge les questions religieuses, il traite aussi avec attention de sa région natale, la Bretagne. Catholique progressiste, il est extrêmement critique à l’égard de l’institution comme l’illustre sa défense du film  de Jacques Rivette, La Religieuse (Suzanne Simonin, la Religieuse de Diderot) ou son enquête sur l’Opus Dei en Espagne. Critiquant « les nouveaux bien pensants » (18 mars 1965) ou les rapports entre les évêques et le patronat (9 mars 1966), il se fait l’écho de la modernisation entreprise du côté de la jeunesse étudiante chrétienne (JEC) (6 mai 1965) ou des prêtres-ouvriers (27 octobre 1965).
Il traite aussi de la question de l’électorat chrétien (11 novembre 1965), de l'électorat breton (5 janvier 1966) puis des mouvements sociaux et étudiants en 1968. En 1968, il est l'un des principaux animateurs de la contestation de la direction à l'intérieur du journal[réf. nécessaire]. Cela lui vaut une rancune tenace de la part de cette dernière d’autant plus que, ne souhaitant pas se mettre à mal avec l’Église, elle voit d’un mauvais œil ses articles irrespectueux vis-à-vis de l’institution[réf. nécessaire]. 
L’arrivée, en avril 1969, de son ancien collègue Claude-François Jullien et également spécialiste des affaires religieuses, plus souple et moins critique à l’égard de l’institution, permet sa mise à l’écart au début des années 1970.
Le livre qu’il publie avec son épouse Anne sur l’Opus Dei en 1971 constitue donc une de ses dernières enquêtes sur l’Église. Il se réfugie alors dans la rubrique « province ». Le regard qu’il porte alors sur la Bretagne n’est sans doute pas étranger à sa sensibilisation, après la marée noire (avril 1978), aux questions d’environnement, de pollution et de nucléaire. Il se fait ainsi l’écho du combat de Greenpeace dans Les justiciers de la mer publié le 3 mars 1980. Yvon Le Vaillant se fait alors remarquer par ses articles et ses reportages très divers où ses trouvailles journalistiques et stylistiques, son humour et son écriture sont unanimement appréciés par ses confrères.